# 工学院大学専門学校
工学院大学専門学校（こうがくいんだいがくせんもんがっこう）は、東京都新宿区に存在していた専門学校（専修学校）。戦前に存在していた工学院専門学校は工学院大学の前身で当校とは異なる。

## 概要
- 1888年に工手学校を開校[1]。
- 1928年に工手学校を工学院に改称[1]。
- 1949年に学制改革で工学院は工学院専修学校になる[1]。
- 1951年に工学院大学専修学校に改称[1]。
- 1977年に学校教育法改正と共に工学院大学専修学校は工学院大学専門学校になる[1]。
- 2006年に募集停止[1]。
- 2009年4月に廃校[2]。10月に記念碑が建立される[3]。